# Raúl Héctor Castagnino
Raúl Héctor Castagnino (Buenos Aires, 17 de agosto de  1914 - íd., 27 de abril de  1999) fue un docente, crítico y escritor argentino.

## Biografía
Se formó en la Facultad de Filosofía y Letras de la Universidad de Buenos Aires como Profesor en Enseñanza Secundaria, Normal y Especial en Letras. En 1937, publicó su primer libro de problemática literaria.
En la misma unidad académica se graduó como Doctor en Filosofía y Letras, defendiendo sus tesis en el año 1942. Fue Laureada con el "Premio Carlos Octavio Bunge" y premiada con medalla de oro.
En más de cincuenta años de incesante estudio y producción, su  bibliografía acumuló sesenta volúmenes especializados en lo literario y en lo teatral, dentro de los campos de la investigación, docencia, crítica, historia y metodología.
Contribuyó con asiduidad en revistas especializadas y publicaciones periodísticas, acreditando más de setecientos artículos y ensayos. Fue colaborador permanente del suplemento literario del diario La Prensa de Buenos Aries.
Fue asesor literario y director de colecciones de importantes editoriales argentinas.
Prologó y preparó una cincuentena de ediciones especiales de obras de carácter narrativo, teatral y crítico y  participó en numerosos volúmenes colectivos de homenaje.
Asimismo  dictó cursos y seminarios y alrededor de quinientas conferencias en acreditadas tribunas de Argentina y el extranjero.
Actuó en numerosos jurados literarios y fue miembro de importantes instituciones de índole humanística del país y del exterior.
Fue distinguido con algunos de los importantes lauros con que en el país se premia la labor escrita, culminados con el "Premio Consagración Nacional 1983 en Letras" y alcanzó significativos honores intelectuales, pues fue "Faculty Exchange Scholar" y "Senior Fellow" del Instituto de Humanidades de la Universidad Estatal de Nueva York en la que alcanzó el grado de "Emeritus Professor". Desde 1982 hasta su muerte, en 1999, fue Presidente de la Academia Argentina de Letras, siendo varias veces reelecto por unanimidad para desempeñar ese cargo.
Formador de varias generaciones de universitarios con vocación por las Letras, el Dr. Castagnino ha actuado también como profesor en la Escuela de Comercio Carlos Pellegrini y en el Colegio Nacional Buenos Aires. Diseñó los planes humanísticos de la Universidad Tecnológica Nacional y enseñó en la Facultad de Humanidades de la Universidad de La Plata, de cuyo Departamento de Letras fue director. Enseñó, además, en la Facultad de Filosofía y Letras, de la Universidad de Buenos Aires, de la que fue profesor emérito.

## Obra
Algunas de sus obras, como El Análisis Literario, ¿Qué es Literatura? o Tiempo y Expresión Literaria renovaron anquilosados criterios de enseñanza de la Literatura y son textos de consulta. Nuevos enfoques de historia literaria concretó en: Miguel Cané, Cronista del Ochenta; La Época de Mayo; Imágenes Modernistas o Historias Menores del Pasado Literario Argentino.
Otros trabajos - como El Teatro en Buenos Aires Durante la Época de Rosas, El Teatro Romántico de Martín Coronado, El Teatro de Roberto Arlt, El Circo Criollo, Literatura Dramática Argentina, Teorías Sobre el Arte Dramático, Teoría del Teatro o Crónicas del Pasado Teatral Argentino- sentaron nuevas bases para la investigación teatral.
Incursionó en la Historia y en la Sociología con: Rosas y los Jesuitas, La Vida Literaria Argentina Entre 1862 y 1930, Cambio, Confrontaciones Estudiantiles y Violencia y Sociología del Teatro Argentino.
Se interesó por la aplicación de nuevos métodos de análisis y crítica y publicó: Sentido y Estructura Narrativa, Cuento-artefacto y Artificios del Cuento, Márgenes de los Estructuralismos.
Con Semiótica, Ideología y Teatro Hispanoamericano entregó el primer tratado de semiocrítica teatral publicado en español.
Entre sus últimas publicaciones se encuentran: Letras de Italia Para Lectores No Italianos, estudios sobre autores y textos fundamentales de dicha procedencia; Fenomenología de lo Poético, ensayo de una teoría sobre lírica; Teorías Sobre Textos Dramáticos y Representación Teatral, nuevos enfoques sobre el fenómeno escénico; y Circo, Teatro Gauchesco y Tango, estudio sobre algunos documentos poco conocidos sobre espectáculos populares.

## Honores
- Actualmente, el Instituto de Artes del Espectáculo de la Facultad de Filosofía y Letras de la Universidad de Buenos Aires lleva su nombre.

- “Faculty Exchange Scholar" De State University of New York (USA). 1975.
- "Senior Fellow" Electo por el Institute For Humanistic Studies de State University of  New York at Albany, 1978.
- Profesor Emérito de la Universidad de Buenos Aires, 1980.

- "Emeritus Professor". SUNY at ALBANY, Designado por el Department of Hispanic and Italian Studies de State University of New York at Albany, 1981.
- Profesor Honorario de la Universidad de San Juan, 1984.
- Profesor Extraordinario en Carácter de Honorario Emérito de la Facultad de Humanidades y Ciencias de la Educación. Universidad Nacional de La Plata, 1997.
- Profesor Honorífico de la Universidad Pedro Enríquez Ureña de Santo Domingo, 1992.
- Profesor Honorario de la Facultad de Filosofía y Letras de la Universidad Nacional de Tucumán, 1993.
- Profesor Extraordinario Honorario, con Distinción de Académico Ilustre de la Universidad Nacional de Mar del Plata, 1996.

## Premios
- Premio "Carlos Octavio Bunge",  otorgado por la Facultad de Filosofía v Letras de la Universidad de Buenos Aires a la mejor tesis doctoral examinada y defendida en el bienio 1942-1943 en letras.
- Premio "Mención especial" y “ Recomendación", acordado por el Jurado Literario que juzgó los trabajos presentados al Certamen Anual del Ateneo Popular de la Boca (Argentina), 1943.
- Premio "Nacional de Crítica", producción 1956-1958, 3.er. Premio al libro Teoría del Teatro.
- Premio "Mención", Certamen Municipal de la Ciudad de Buenos Aires, por el libro Milicia Literaria de mayo de 1960.
- Premio "Aníbal Ponce", del Consejo del Escritor, ler. Premio de Ensayo, por el volumen Biografía del libro, 1961.
- Premio "Ricardo Rojas", de la Municipalidad de Buenos Aires, ler. Premio de Ensayo, por los libros El Teatro Romántico de Martín Coronado y Sociología del Teatro Argentino, 1962.
- "Gran Premio de Honor", categoría escritor, a la obra literaria total, otorgado por el Centro de Egresados de la Escuela Superior de Comercio Carlos Pellegrini de la Universidad de Buenos Aires, 1966.
- Premio "Nacional de Ensayo Juan B. Alberdi", producción 1955-1965, ler. Premio por el libro Milicia literaria de Mayo.
- Premio "Municipalidad de la Ciudad de Buenos Aires", 1.er Premio Categoría Ensayo, por el libro Literatura Dramática Argentina, 1968.
- Premio "Cincuentenario Sociedad Hebraica Argentina" de Ensayo Literario 1974-1975, por el libro Semiótica, Ideología y Teatro Hispanoamericano Contemporáneo, instituido por el Fondo Nacional de las Artes, 1976.
- Premio "Faja de Honor", Categoría Ensayo de la Sociedad Argentina de Escritores, por el libro Historias Menores del Pasado Literario Argentino, 1977.
- Premio "Pluma de Plata", del PEN Club de Argentina, por el libro Crónicas del Pasado Teatral Argentino, 1977.
- Premio "Ollantay", categoría Investigación, otorgado por el Centro Latinoamericano de Creación e Investigación Teatral de Caracas (Venezuela), 1981.
- Premio "Medalla 75 Aniversario" de Asociación Argentina de Actores, por contribución a la historia del teatro argentino, 1979.
- Premio "Esteban Echeverría", Categoría Ensayo, otorgado por la entidad "Gente de Letras" de Buenos Aires, 1983.
- Premio "Palmas Joaquín V. González", por la actividad crítica, otorgado por la provincia de la Rioja, 1983.
- Premio "Pepino el 88", categoría Investigación Teatral, otorgado por el Instituto Nacional de Estudios de Teatro, 1983.
- Premio "Consagración Nacional en Letras", otorgado por la Secretaría de Cultura de la Nación, 1983.
- Premio "Laurel de Plata a la Personalidad del Año 1984", como escritor, otorgado por el Rotary Club de Buenos Aires.
- Premio "Talia y Semanario Teatral del Aire", 1986. Veinticinco años consagrados al Teatro Argentino.
- Premio "Pocillo de la Amistad", otorgado por los "amigos del Café Tortoni", 1984.
- Premio "Medalla Conmemorativa", en los 130 años del Café Tortoni, a las personalidades sobresalientes, 1989.
- Premio "Medalla Conmemorativa" por diez años en la Presidencia de la Academia Argentina de Letras, 1993.
- Premio "Medalla de Oro", otorgado por la Universidad de Belgrano de Buenos Aires, en agradecimiento por haber integrado durante varios períodos, el jurado del Sistema de Becas, 1995.

## Membresías
- Miembro de Número de la Academia Argentina de Letras, elegido por unanimidad el 7 de agosto de 1974.
- Miembro de Número del Instituto Sarmiento de Sociología e Historia. 1981.
- Presidente de la Academia Argentina de Letras, desde octubre de 1982 hasta su fallecimiento el 17 de abril de 1999.
- Miembro de Honor de la "Orden de Caballeros de San Martín de Tours ", 1984.
- Miembro Correspondiente de la Academia Chilena de la Lengua, 1984.
- Miembro de Número de la Academia Belgraniana de la República Argentina, 1984.
- Miembro Vitalicio de la Sociedad Argentina de Historiadores, 1985.
- Miembro Honorario del Instituto Culturale Argentino-Ligure, 1986.
- Miembro Honorario del Instituto Científico Cultural Argentino-Judío, 1985
- Miembro del Consejo Académico y Científico de la Universidad Tel-Aviv en Argentina, 1987.
- Miembro Honorario de la Asociación Argentina, 1987
- "Commendatore dell' Ordine al Mérito della República Italiana, 1989
- Lector Emérito de la Biblioteca Nacional, 1989.
- Miembro de Honor del Foro de Estudios Argentinos Franceses, 1991.
- Académico Correspondiente de la Academia Paraguaya de Lengua Española, 1993.
- Miembro de Honor de la Fundación Miguel Lillo, 1996.
- Miembro de Número del Instituto de Historia del Teatro Argentino
- Miembro Honorario del Instituto de Literaturas Iberoamericanas, de la Facultad de Filosofía y Letras de Buenos Aires.
- Miembro Fundador del "Centro Argentino" del Instituto Internacional del Teatro.
- Miembro del Instituto Internacional de Literatura Iberoamericana (Iowa, USA).
- Miembro Honorario de la Sociedad Hispanófila Americana. Sigma-Delta-Pi, en State University of New York. at Albany (USA).
- Miembro de The American Association of Teachers of Spanish and Portuguese
- Miembro del Consejo de Colaboración de la Revista "Nueva Narrativa Hispanoamericana" Adelphy University (Garden City New York).
- Miembro Honorario de Asociación de Críticos e Investigadores Teatrales de Argentina.
- Crítico Teatral y Literario de la Revista "Estudios" (1938-1941).

## Jurados literarios de los que formó parte
- Miembro de Jurado "Certamen Anual Internacional de Novela", Editorial EMECÉ.
- Miembro del Jurado " Premio Municipal de Teatro".
- Miembro del Jurado "Premio Ricardo Rojas", Municipalidad de Buenos Aires.
- Miembro del Jurado "Certamen Anual de Poesía", Sociedad de Escritores Provincia de Buenos Aires.
- Miembro del Jurado "Premios Nacionales de Teatro y Radioteatro.
- Miembro del Jurado "Premio de Literatura", Provincia de Buenos Aires.
- Miembro del Jurado "Becas del Fondo Nacional de las Artes".
- Miembro del Jurado "Estímulo del Libro", Fondo Nacional de las Artes.
- Miembro del Jurado "Premio Nacional de Lingüística".
- Miembro del Jurado "Premio Konex, Letras".
- Miembro del Jurado "Premio José Hernández".
- Miembro del Jurado "Premio Juan B. Alberdi".
- Miembro del Jurado "Premio Fondo de Cultura".
- Miembro del Jurado "Premio Secretaría de Cultura de la Nación".
- Miembro del Jurado Beca "Iowa University Workshop".
- Miembro del Jurado "Fundación Fortabat".
- Miembro del Jurado Becas Universidad de Belgrano.
- Miembro del Jurado "Concurso Literario Fortabat".
- Miembro del Jurado "Obras Teatrales", Argentores.

## Obras de teatro estrenadas
- El Hálito de Santidad. Boceto de un acto, 1936.
- Pensión "La Cenicienta". Sainete en tres cuadros, 1938.
- Sanatorio "La Parca". Sainete en tres cuadros, 1937.
- Los Clavos de Panchito. Juguete cómico, 1937.
- Se Necesita un Profesor. Juguete cómico, 1938.

## Diversos trabajos presentados en congresos y debates
- Ensayo Sobre "Il Giuda" de V. Ratti, 1935.
- Apostillas al Arte de Colonizar de A. Ganivet, 1936.
- Revaloración del Género Chico Criollo, 1965.
- La Actual Novelística Hispanoamericana, 1967.
- Sintaxis de Personajes y Seudopersonajes en una Pequeña Novela de García Márquez, 1973.
- Narradores Impresionistas de España e Hispanoamérica. 1980.
- El Ochenta. Cané y el Idioma, 1980.
- Palabras de Clausura del Encuentro Internacional de Homenaje a Jorge Luis Borges, 1987.

## Textos de Castagnino existentes en la Biblioteca de la Academia Argentina de Letras
- Algunas referencias preliminares sobre "El nacimiento del Nuevo Mundo" de Diego Luis Molinari. - Madrid AAL, 1991, 5 p.
- El análisis literario, introducción metodológica a una estilística integral. - 12a ed. - Buenos Aires: El Ateneo, 1987 [La biblioteca posee varias ediciones]
- Apertura de nuevos mundos: 1492-1969: documentos igualmente augurales. - Separata de: Rev. del V Cent. del Descubr. y Evang. de América, N.º 2, 1993, p. 85-92.
- Aurelio Ferretti. - Buenos Aires: Gráfica Kordon, 1963.
- Biografía del libro exégesis y exégetas. - Buenos Aires: Cámara Argentina de Publicaciones, 1992, 150 p. Primera edición: Buenos Aires: Nova, 1961.
- Buenos Aires: el legado urbano del ochenta y su realidad en la visión de un huésped francés. - Buenos Aires. Academia Nacional de la Historia, 1982. (Separata del VI Congreso Internacional de Historia de América)
- Cambio: confrontaciones estudiantiles y violencia. - Buenos Aires: Nova, 1970.
- Centenario de José León Pagano: (1875-1975).- En: BAAL, t. 40, Nº155-156, 1975, p. 39-49.
- Centurias del circo criollo. - Buenos Aires: Perrot, 1959, 67 p.
- El circo criollo. Buenos Aires: Plus Ultra, 1969, 157 p. Primera edición: Buenos Aires: Lajouane, 1953. [Arrieta 177-1-4]
- Circo, teatro gauchesco y tango. - Buenos Aires Instituto Nacional de Estudios de Teatro, 1981.
- El concepto "literatura".- Buenos Aires: Centro Editor de América Latina, 1967, 62 p.
- Contribución documental a la historia del teatro en Buenos Aires durante la época de Rosas. 1830-1852. - Buenos Aires: Comisión Nac. de Cultura. Inst. Nac. de Estudios de Teatro, 1945, 2 v.
- Crónicas del pasado teatral argentino, siglo XIX. - Buenos Aires: Huemul, 1977, 265 p.
- Cuento artefacto y artificio del cuento. - Buenos Aires Nova, 1977, 132 p.
- Descripción semiótica de un texto dramático hispanoamericano contemporáneo: "En la diestra de Dios Padre", de E. Buenaventura. - En: Semiología del Teatro. - Barcelona, Planeta, 1975, p. 27-47 [162-6-7]
- Dos apuntes pintorescos para la pequeña historia de una época argentina. - Buenos Aires: Academia Nacional de la Historia, 1968, p. 253-267.
- Dos narraciones de César Vallejo. - En: Revista Iberoamericana, N.º 71.
- El 80, Cané y el idioma. Separata de: Simposio Internacional de Lengua y Literatura Hispánicas. Bahía Blanca: Departamento de Humanidades, 1980.
- La enseñanza de la  composición. - Buenos Aires: Huemul, 1969.
- La época de Mayo (1800-1830). - En: Cinco Siglos de Literatura en la Argentina. - Buenos Aires: Corregidor, 1993, p. 75-93 [186-5-1]
- Ernesto Cardenal. - En: Latinamerikanische Literatur der Gegenwart. Munich: A Kröner, s.a, p. 417-435.
- Ernesto Rossi, contacto del gran trágico con una generación porteña. - En: Cuadernos de cultura teatral, N.º 24, 1957.
- Escritores hispanoamericanos desde otros ángulos de simpatía. - Buenos Aires: Nova, 1971, 365 p.
- Esquema de la literatura dramática argentina: 1717-1949. - Buenos Aires:  Instituto de Historia del Teatro Americano, 1950, 125 p.
- Estudiantes de letras, estudiantes de vida. - Santa Fe: Imprenta de la Universidad Nacional del Litoral, 1959, 16 p.
- Estudiar, aprehender, aprender a estudiar. - [s.1.], [s.e.], 1955, 34 p.
- Evocaciones de infancia y adolescencia en la literatura Argentina. - En: Rev. Interamericana de Bibliografía, 1982, p. 337-346.
- Experimentos narrativos. - Buenos Aires: Goyanarte, 1971, 267 p.
- El factor espiritual en la creación y en la crítica literarias.- Separata de: Proa, 3.ª época, set.oct.,1990, N.º 5, p. 53-59.
- Fenomenología de lo poético. - Buenos Aires: Plus Ultra, 1980, 187 p.
- Fronteras del texto: el libro en otra encrucijada. - Buenos Aires: Acme, 1987, 28 p.
- Gregorio de Laferrére. Jettatore!. Significado. Aporte al teatro nacional. - Buenos Aires: Ministerio de Educación y Justicia, 1964, 21 p.
- Hacia un tercer milenio del español escrito. – Separata de: Alba de América, v. 10, N.º 18-19, 1992, p. 141-151.
- Hermano libro. - Buenos Aires: Acme, s.f, 12 p.
- Historias menores del pasado literario argentino (siglo XIX). - Buenos Aires: Huemul, 1976, 142 p.
- Imagen de Paul Valéry: a treinta años de su muerte. - Davar, N.º 127, 1976, p. 51-53.
- Imágenes modernistas. - Buenos Aires: Nova, 1967, 135 p.
- La iniciación teatral de Martín Coronado. - Buenos Aires: Impr. H. Chiesa, 1950, 26 p.
- José Antonio Saldías. - Buenos Aires: Corregidor, 1992, 160 p.
- José León Pagano monitor del "Dies Irae". - Buenos Aires: Tall. Gráf. D' Accurzio, 1959, 25 p.
- Jurisdicción del epos: contar, narrar, relatar: pequeña introducción a la narratología. - En: Rev. Chilena de Literatura, N.º 7, dic. 1976. [H 11/5-15]
- La crítica en la universidad. - Separata de: Teorías y Prácticas: actas del encuentro sobre teorías y prácticas críticas... Mendoza: Fac. Fil y Let. Univ. Nac. Cuyo, 1992, t. 1, p. 21-27.
- Lectura búsqueda o evasión?. En: Bibliotecología y documentación, a. 6, N.º 6-11, 1981-84, p. 7-14 [H 15/4-36]
- Leonardo da Vinci y ¨la teoría de las artes. – Buenos Aires: Asociación Amigos del Salón Nacional, 1986, 6 p.
- Letras de Italia para lectores no italianos. – Buenos Aires: Nova, 1978, 162 p.
- El libro y sus cuatro mundos. Buenos Aires: s.e., 1951, 29 p.
- Literatura dramática argentina. - Buenos Aires: Pleamar, 1968, 208 p.
- Lo americano y lo argentino en el pensamiento de Federico de Onis. En: Revista hispánica moderna. a. 34, N.º 12,1968.
- Lo gauchesco en el teatro argentino antes y después de Martín Fierro. - En: Rev. Iberoamericana, v. 40, N.º 8788, abr.-set., 1974, p. 491-508.
- Lo literario. En: Ámbito literario, a. 1, N.º 1, 1985, 8 p.
- Manuel Peyrou: el testimonio novelesco de una época argentina. - En: Rev. de la Biblioteca Nacional, 1983, 14 p.
- Márgenes de los estructuralismos. - Buenos Aires: Nova, 1975, 169 p.
- Miguel Cané, cronista generacional. Separata: Simposio Internacional de Lengua y Literaturas Hispánicas, 1980, 77 p.
- Miguel Cané. - Buenos Aires: Oeste, 1952, 58 p.
- Milicia literaria de mayo ecos, cronicones y pervivencias. - Buenos Aires: Nova, 1960, 180 p.
- Miniensayo sobre el ensayo. - Buenos Aires: Fundación El Libro", XVIa. Exposición Feria Internacional: El Libro del Autor al Lector, 1990, [7], p.
- Motivaciones del llanto y de la muerte en la obra de Bécquer. En: Univ. Nac. de La Plata. Fac. de Human. y Cs. de la Educ. Inst. de Lit. Neo-latinas. Gustavo Adolfo Bécquer estudios reunidos en conmemoración del centenario 1870-1970. La Plata: La Facultad, 1971, p. 61~77 [161-5-22].
- Narrador, periodista, profesor de literatura y tanguero. Separata de: Gonzalo Torrente Ballester. Madrid Ediciones de Cultura Hispánica, 1990, p. 88-94.
- Notas esperanzadas. - Separata de: Teatro argentino durante el proceso (1976-1983). - Buenos Aires. Inst. Lit. y Cult. Hispánico, 1992, p. 9-11.
- Nueva narrativa hispanoamericana. - Buenos Aires Eudeba, 1973, p. 122-130.
- Observaciones metodológicas sobre la enseñanza de la composición. - Buenos Aires: Huemul, 1969, 86 p.
- Ocho días en Israel. - En: BIAAL, v. 52, no 205-206, 1988, p. 341-367.
- Periodología: disciplina en discusión. Separata de: Actas del IV Congreso Nacional de Literatura Argentina (Mendoza 23-27 nov. de 1987), p. 227-234.
- Perspectivas de la lectura. - Santa Fe. Universidad Nacional del Litoral, 1958, 20 p.
- Poesía y demencia el caso nicaragüense de Alfonso Cortés. - Separata de: Cuadernos del Sur, N.º 17, p. 3-13.
- Progreso y virgilianismo en la obra de Marcos Sastre. En: Revista Universidad, N.º 39, 1959, 19 p.
- Proposición metodológica para un estudio sobre el teatro porteño del ochenta. Buenos Aires Instituto de Literatura Argentina. FFyL-UBA, 10 p.
- Prueba del Instituto de Teatralidad?: curiosidad folclórico-literaria. - Separata de: Boletín de la Biblioteca del Congreso de la Nación, N.º 113, p. 67-89.
- Qué es la Literatura?: la abstracción "literatura", naturaleza y función de lo literario. - Buenos Aires Nova, 1980, 206 p. [la Biblioteca posee varias ediciones]
- Recepción de la Académica de Número Doña Jorgelina Loubet. - Buenos Aires: AAL, 1988, 36 p.
- Relectura de un olvidado vitalista finisecular. - Separata de: Estudios en honor de Yolando Pino Saavedra. Anales de la Univ. de Chile, 5.ª ser., N.º 17, 1988, p. 103-114.
- Revaloración del género chico criollo. - Buenos Aires FFYL-UBA. Inst. de Teatro, 1977, 27 p.
- El romanticismo en el teatro porteño. - Separata de: Revista Lyra, N.º 174-176, s.f.
- Rosas y los jesuitas. - Buenos Aires: Pleamar, 1970, 139 p.
- Sarmiento visto por Ricardo Rojas. - Buenos Aires: Comisión Permanente de Homenaje a Sarmiento en Washington y en Asunción, 1982, s.p.
- Semiótica, ideología y teatro hispanoamericano contemporáneo. - Buenos Aires: Nova, 1974, 263 p.
- Sentido y estructura narrativa. - Buenos Aires: Nova, 1975, 199 p.
- Sobre comparatismo literario. – 2a ed. - Buenos Aires, Univ. Cat. Argentina. FFyL. Centro de Est. de Lit. Comp., 1994, 14 p.
- Sobre comparatismo literario. - Buenos Aires: Facultad de Filosofía y Letras, s.a., 13 p.
- Sociología del teatro argentino. - Buenos Aires: Nova, 1963, 188 p.
- La tarde en que Pablo Neruda conquistó New York. - En: Anales de la Univ. de Chile. Est. en honor de Rodolfo Oroz. 5a. ser., N.º 5, 1984, p. 237-240.
- Teatro: teorías sobre el arte dramático. - Buenos Aires: Centro Editor de América Latina, 1969, 78 p.
- Teatro argentino premoreirista (1600-1884). - Buenos Aires: Plus Ultra, 1969, 137 p.
- El teatro de Buenos Aires durante la  época de Rosal. Buenos Aires: Academia Argentina de Letras, 1989, 2 v.
- El teatro de Roberto Arlt. - La Plata: Univ. Nac. Fac. de Humanidades y Cs. de la Educ. Depto. de Letras, 1964, 96 p.
- El teatro romántico de Martín Coronado.- Buenos Aires: Edcs. Cult. Argentinas, 1962, 208 p.
- Teoría del teatro. -- Buenos Aires: Nova, 1956, 173 p.
- Teorías sobre texto dramático y representación teatral. - Buenos Aires: Plus Ultra, 1981, 171 p.
- Tiempo y expresión literaria. - Buenos Aires Nova, 1967, 114 p.
- Toda la república una escuela... - En: Vigencia de Sarmiento. - Buenos Aires: Comisión Permanente de Homenaje a Sarmiento, 1988, p. 23-37
- Un documento autocrítico de Ramón J. Sender. – Separata de: Davar, N.º 128, 1992, p. 185-189
- Vanguardismos visionarios en las estructuras narrativas de Giose Rimanelli. - Separata de: Misure critiche, N.º 65-67, p. 162-167
- Vínculos hispanos y mediaciones académicas en el teatro porteño. - Separata de: BAAL, t. 53, N.º 207-208, 1988, p. 109-123